# ديفيد لو دودغ
ديفيد لو دودغ (بالإنجليزية: David Low Dodge)‏ هو ناشط سلام أمريكي، ولد في 14 يونيو 1774، وتوفي في 23 أبريل 1852.